# Macheth (Familie)
Die Familie Macheth (auch Mac Heth) war eine schottische Adelsfamilie. Von etwa 1124 bis 1215, also in einem Zeitraum von fast 90 Jahren, nahmen Angehörige der Familie an Aufständen gegen vier aufeinanderfolgende schottische Könige teil.

## Malcolm Macheth, der Namensgeber der Familie
Der erste bekannte Angehörige der Familie war Malcolm Macheth. Über seine Herkunft und den Grund seiner Rebellionen gegen König David I. gibt es unterschiedliche Theorien, die alle nicht sicher belegt werden können. Er könnte ein Sohn von Aed (auch Heth) († vor 1130) gewesen sein, der zu Beginn des 12. Jahrhunderts möglicherweise Earl of Ross war und zu Beginn der Herrschaft von König David Urkunden bezeugte. Möglicherweise rebellierte Malcolm bereits 1124 gegen König David. Mit Sicherheit gehörte er zu den Unterstützern von Angus, Earl of Moray, der 1130 im Kampf gegen Unterstützer von König David fiel. Trotz des Scheiterns der Rebellion von Earl Angus rebellierte Malcolm 1134 erneut, wurde aber gefangen genommen und in Roxburgh Castle inhaftiert.  Diese Behandlung eines Rebellen ist sehr unüblich, was als Hinweis auf eine königliche Abstammung oder Malcolms doch berechtigten Ansprüche gilt. Malcolm Macheth hatte mindestens eine Tochter, Hvarflod, und mehrere Söhne, von denen aber nur Donald namentlich bekannt ist. Dieser unterstützte Somerled, Lord of Argyll im Kampf gegen König Malcolm IV., bis er 1156 gefangen genommen wurde. Er wurde wie sein Vater in Roxburgh Castle inhaftiert, sein weiteres Schicksal ist aber unbekannt. 1157 söhnte sich König Malcolm IV. mit Malcolm Macheth aus und begnadigte ihn. Daraufhin wurde dieser ein loyaler Unterstützer des Königs und vor 1162 sogar zum Earl of Ross erhoben. Diesen Titel behielt er bis zu seinem Tod 1168.

## Weitere Rebellionen der Familie im 12. Jahrhundert
Nach dem Tod von Malcolm Macheth vergab der König den Titel des Earl of Ross nicht erneut. Malcolms Enkel Aed Macheth, ein Sohn von Donald, gab die Ansprüche auf den Titel aber nicht auf. Ab 1179 kam es in Ross zu Revolten gegen König Wilhelm I., an denen wahrscheinlich Angehörige der Familie Machheth beteiligt waren. Aed Macheth unterstützte die 1181 begonnenen Revolte von Donald Ban Macwilliam, die sich auf weite Teile Nordschottlands ausgeweitet hatte. 1186 wurde er im Kampf gegen Unterstützer des Königs getötet. Hvarflod Macheth, die Tochter von Malcolm, heiratete Harald Maddaddsson, Earl von Caithness und Jarl von Orkney. Möglicherweise trieb sie den Earl 1196 zu einer Revolte gegen den König, die aber scheiterte, worauf sich der Earl 1202 unterwerfen musste.

## Rebellionen zu Beginn des 13. Jahrhunderts und Ende der Familie
1211 rebellierte Guthred Macwilliam, ein Sohn von Donald Ban Macwilliam, in Nordschottland gegen König Wilhelm. Er war möglicherweise mit Unterstützung von Angehörigen der Familie Macheth von Irland nach Schottland gekommen, doch seine Rebellion wurde 1212 niedergeschlagen. Der letzte bekannte Angehörige der Familie Macheth war Kenneth Macheth, ein Sohn von Aed Macheth. Er beanspruchte vermutlich weiter den Titel des Earl of Ross und unterstützte 1215 die Rebellion von Donald Ban Macwilliam, einem Bruder von Guthred. Über den Ablauf und die Teilnehmer der Rebellion ist nur wenig bekannt. Die Rebellen wurde vor dem 15. Juni 1215 von Unterstützern des neuen Königs Alexander II. besiegt, dabei wurde auch Kenneth getötet. Nach seinem Tod ist nichts mehr von der Familie bekannt. Der Clan Mackay, der Besitzungen in Caithness und Strathnaver besaß, soll von der Familie abstammen, war aber nicht sicher belegt werden kann. Der von der Familie beanspruchte Titel Earl of Ross wurde vor 1226 an Ferchar Mactaggert vergeben, der 1215 Kenneth Macheth besiegt und getötet hatte.